# Ejido Benito Juárez, Mexicali
Ejido Benito Juárez är en ort i Mexiko.   Den ligger i kommunen Mexicali och delstaten Baja California, i den nordvästra delen av landet, 2 200 km nordväst om huvudstaden Mexico City. Ejido Benito Juárez ligger 9 meter över havet och antalet invånare är 109.
Terrängen runt Ejido Benito Juárez är platt åt nordost, men åt sydväst är den kuperad. Runt Ejido Benito Juárez är det ganska tätbefolkat, med 58 invånare per kvadratkilometer. Närmaste större samhälle är Mexicali, 15,4 km norr om Ejido Benito Juárez. Trakten runt Ejido Benito Juárez består till största delen av jordbruksmark.